# Hov Vig
Hov Vig er et naturreservat som ligger i Odsherred Kommune på Sjælland.
Området er et menneskeskabt vådområde med et enestående fugleliv. Det blev anlagt som et inddæmningsprojekt som blev påbegyndt i 1870, men efter et digegennembrud i 1902 erkendte man at jordbunden ikke var særligt frugtbar. 
I dag er Hov Vig fredet og udlagt som Natura 2000-område nr. 164 Hov Vig og som 
et EF-fuglebeskyttelsesområde (F97)